# Артистичне плавання на Чемпіонаті світу з водних видів спорту 2023 — дует, довільна програма
Змагання з артистичного плавання в довільній програмі дуетів на Чемпіонаті світу з водних видів спорту 2023 відбуться 18 і 20 липня 2023 року.

## Результати
Попередній раунд відбувся 18 липня о 09:00 за місцевим часом. Фінал відбувся 20 липня о 19:30 за місцевим часом.
Зеленим позначено фіналісток
| Місце | Країна          | Плавчині                                       | Попередній раунд | Попередній раунд | Фінал            | Фінал            |
| Місце | Країна          | Плавчині                                       | Очки             | Місце            | Очки             | Місце            |
| ----- | --------------- | ---------------------------------------------- | ---------------- | ---------------- | ---------------- | ---------------- |
| 1     | Австрія         | Анна-Марія Александрі Ейріні-Марина Александрі | 251.4313         | 1                | 255.4583         | 1                |
| 2     | Китай           | Ван Люї Ван Цяньї                              | 184.7208         | 9                | 255.2480         | 2                |
| 3     | Японія          | Мое Хіґа Масіро Ясунаґа                        | 178.1583         | 11               | 249.5167         | 3                |
| 4     | Ізраїль         | Шеллі Бобріцкі Аріель Нассі                    | 225.1625         | 4                | 236.1334         | 4                |
| 5     | Велика Британія | Кейт Шортман Ізабелл Торп                      | 184.6145         | 10               | 226.4834         | 5                |
| 6     | Україна         | Марина Алексіїва Владислава Алексіїва          | 251.0981         | 2                | 224.6375         | 6                |
| 7     | США             | Меґумі Філд Рубі Рематі                        | 225.9459         | 3                | 209.5187         | 7                |
| 8     | Нідерланди      | Брег'є де Брауер Марлос Стінбік                | 217.6916         | 6                | 206.0396         | 8                |
| 9     | Італія          | Лінда Черруті Лукреція Руджеро                 | 213.6813         | 7                | 200.0751         | 9                |
| 10    | Греція          | Софія Малкогеоргу Евангеліна Платаніоті        | 173.0249         | 12               | 189.4291         | 10               |
| 11    | Іспанія         | Аліса Ожогіна Іріс Тіо Касас                   | 223.1792         | 5                | 175.7437         | 11               |
| 12    | Франція         | Анастасія Баяндіна Ев Планекс                  | 193.7375         | 8                | 170.0542         | 12               |
| 13    | Південна Корея  | Нур Йон Сео Лі Рі Юн                           | 169.6645         | 13               | Завершили виступ | Завершили виступ |
| 14    | Ліхтенштейн     | Ноемі Бушель Лейла Марксер                     | 168.4124         | 14               | Завершили виступ | Завершили виступ |
| 15    | Португалія      | Марія Гонкалвес Шейла Вієра                    | 167.1750         | 15               | Завершили виступ | Завершили виступ |
| 16    | Бразилія        | Лаура Міккучі Габріела Реглі                   | 165.2500         | 16               | Завершили виступ | Завершили виступ |
| 17    | Узбекистан      | Діана Онкес Жійодахон Тошхунджаєва             | 159.7541         | 17               | Завершили виступ | Завершили виступ |
| 18    | Німеччина       | Сюзана Ровнер Клара Блеєр                      | 148.8394         | 18               | Завершили виступ | Завершили виступ |
| 19    | Колумбія        | Меліса Себальйос Естефанія Роа                 | 145.4605         | 19               | Завершили виступ | Завершили виступ |
| 20    | Єгипет          | Хана Хіекаль Малак Тосон                       | 144.0021         | 20               | Завершили виступ | Завершили виступ |
| 21    | Казахстан       | Аріна Пушкіна Ясмін Туякова                    | 141.8146         | 21               | Завершили виступ | Завершили виступ |
| 22    | Австралія       | Зое Пуліс Джорджія Кураж-Гардіньєр             | 139.7875         | 22               | Завершили виступ | Завершили виступ |
| 23    | Аруба           | Кіра Хоевертц Мікайла Моралес                  | 138.4396         | 23               | Завершили виступ | Завершили виступ |
| 24    | Угорщина        | Бланка Барбоч Ангеліка Бастьянеллі             | 135.5583         | 24               | Завершили виступ | Завершили виступ |
| 25    | Таїланд         | Понгпімпорн Понгсуван Супітчая Сонгпан         | 134.4812         | 25               | Завершили виступ | Завершили виступ |
| 26    | Болгарія        | Саша Мітева Далія Пламенова Пенкова            | 132.2832         | 26               | Завершили виступ | Завершили виступ |
| 27    | Нова Зеландія   | Єва Морріс Еден Морслі                         | 127.0959         | 27               | Завершили виступ | Завершили виступ |
| 28    | ПАР             | Джесс Преторіус Лаура Струґнелл                | 121.1624         | 28               | Завершили виступ | Завершили виступ |
| 29    | Уругвай         | Агустіна Медіна Лучія Перес                    | 120.6291         | 29               | Завершили виступ | Завершили виступ |
| 30    | Аргентина       | Таціанна Бонуччі Луїсіна Кауссі                | 120.1125         | 30               | Завершили виступ | Завершили виступ |
| 31    | Словенія        | Ніка Селяк Карін Песрл                         | 117.5188         | 31               | Завершили виступ | Завершили виступ |
| 32    | Чехія           | Кароліна Клускова Анета Мразкова               | 115.5354         | 32               | Завершили виступ | Завершили виступ |
| 33    | Куба            | Габріела Альпахон Даяріс Варона                | 112.3021         | 33               | Завершили виступ | Завершили виступ |
| 34    | Туреччина       | Ніл Талу Есманур Їрмібес                       | 105.6480         | 34               | Завершили виступ | Завершили виступ |
| 35    | Коста-Рика      | Марія Альфаро Анна Мітініан                    | 99.5604          | 35               | Завершили виступ | Завершили виступ |
| 36    | Макао           | Ао Венг Чау Ченг                               | 94.0439          | 36               | Завершили виступ | Завершили виступ |
| 37    | Мексика         | Нурія Діосгадо Хоана Хіменес                   | DNS              | DNS              | DNS              | DNS              |